# Matorivier
De Matorivier (Zweeds: Matojoki) is een rivier in de Zweedse gemeente Haparanda. Het riviertje van ongeveer 19 kilometer krijgt zijn water uit het Matojärvi, stroomt zoals bijna alle rivieren naar het zuidoosten en stroomt bij Karungi de Torne in.